# 石長

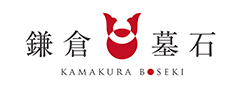
鎌倉墓石ロゴ

株式会社石長 (いしちょう) は、神奈川県鎌倉市に本社を置く墓石の販売・墓地の案内を行う石材店。
全国1550件以上の取り扱い霊園・寺院があり、10カ所以上の支店・営業所を持つ。
1604年頃 (慶長9年頃) 相州鎌倉郡乱橋材木座にて創業。
江戸中期の元文年間 (1736年－1741年) から明治中期まで石長の家長は代々、
若くして「定右衛門」の名を称し、老成すると「長次郎」の名を襲名していた。
屋号である「石長」は「石工の長次郎」の呼び名にちなんだもの。現社長の杉山洋一は19代目。
2015年に「水庭」で小売店初の墓石のグッドデザイン賞を受賞。
2019年にオリジナルブランド「鎌倉墓石」を販売開始。

## 事業内容
- 墓石の販売。
- 大型霊園、本山墓地、有名寺院のご案内。
- 記念碑、永代供養墓、納骨堂、樹木葬の建立。
- 墓じまい、お墓のリフォーム、お墓の引越し。
- 戒名彫り、納骨、お墓の補修、お墓の清掃。
- オリジナルブランド「鎌倉墓石」の販売。

## 事業所
- 鎌倉本店 (神奈川県鎌倉市)
- 浅草店 (東京都台東区)
- 清瀬店 (東京都清瀬市)
- 西多摩店 (東京都あきる野市)
- 横須賀店(神奈川県横須賀市)
- 所沢営業所 (埼玉県所沢市)
- 千葉店 (千葉県船橋市)
- 名古屋店 (愛知県名古屋市)
- 京都店 (京都府京都市)
- 神戸店 (兵庫県神戸市)
- 鎌倉墓石ギャラリー (神奈川県鎌倉市)

## 沿革
- 1604年頃 (慶長9年頃)
- 相州鎌倉郡乱橋材木座 (鎌倉市材木座) 浄土宗大本山光明寺の出入り職方として創業。
- 鎌倉での創業以前の天正年間（1573年～1592年）には、沼津市戸田の地で数代に渡り石工を業としていた。
- 1697年 (元禄10年) - 鶴岡八幡宮 (鎌倉市) にて石製太鼓橋を施工。橋げたの遺材に4代目「庄兵衛」の銘あり。[1][2]
- 1778年 (安永7年) - 横浜市港南区丸山台にて女性二人が霊場100カ所を巡った記念に巡国塔を施工。9代目「定右衛門」の銘あり。[3][4]
- 1834年 (天保5年) - 青蓮寺 (鎌倉市)にて「弘法大師一千年御忌供養塔」を施工。11代目「定右衛門」の銘あり。[5][6]
- 1838年 (天保9年) - 鎌倉市十二所神社の境内にて踏み石を施工。棟札に11代目「材木座村石工定右衛門」の名が記載あり。[7]
- 1843年 (天保14年) - 横浜市戸塚区の街山八幡神社の覆殿を円覚寺大工高階家と共に施工。棟札に11代目「材木座村石工定右衛門」の名が記載あり。[8]
- 1862年 (文久2年) - 鶴岡八幡宮 (鎌倉市) にて大石灯籠を施工。12代目「定右衛門」の銘あり。[9][10]
- 1872年 (明治5年) - 横浜市戸塚区柏尾町にて大山道道標を施工。12代目「定衛右門」の銘あり。[11][12]
- 1882年 (明治15年) - 三嶋大社 (静岡県三島市) にて石製奉納額を施工。12代目「定衛右門」の銘あり。後に12代目は長次郎の名を襲名。[13]
- 1903年 (明治36年) - 鶴岡八幡宮 (鎌倉市) にて「鶴岡八幡宮」と記した名碑を施工。14代目「由太郎」の銘あり。[14]
- 1914年 (大正3年) 
- 横浜市戸塚区の八幡大神にて石鳥居を施工。[15]
- 横須賀市逸見トンネルにて記念碑を施工。15代目「宗吉」の銘あり。[16]
- 1931年 (昭和6年) - 高徳院大仏殿 (鎌倉市) にてプラチャーティポック国王陛下御手植松碑を施工。16代目「兼次」の銘あり。[17][18]
- 1939年 (昭和14年) - 鶴岡八幡宮 (鎌倉市) にて大石灯籠の修理工事を施工。[19]
- 1952年 (昭和27年) - 高徳院大仏殿 (鎌倉市) にて与謝野晶子歌碑を施工。[20]
- 1954年 (昭和29年) - 長谷観音 (鎌倉市) にて長谷観世音人聖観世見音を施工。
- 1964年 (昭和39年) 
- 6月20日に神奈川県鎌倉市岩瀬にて、有限会社として会社設立。
- 高徳院 (鎌倉市) にて大仏像前の大蓮華台座を施工。17代目「堅治」の銘あり。[21][22]
- 1965年 (昭和40年) 
- 鎌倉霊園の指定石材店となる。
- 瑞泉寺 (鎌倉市)にて鐘楼堂を施工。[23][24]
- 茨城県真壁郡に生産加工工場を建設。
- 1966年 (昭和41年) - 鎌倉霊園にて神道墓地の石鳥居を奉納。17代目「堅治」の銘あり。[25][26]
- 1969年 (昭和44年) - 瑞泉寺 (鎌倉市)にて夢窓国師作「瑞泉寺庭園」の池庭を発掘。鎌倉市に唯一現存する鎌倉時代 (嘉暦年間) の日本国指定名勝。[27][28]
- 1970年 (昭和45年) 
- 鶴岡八幡宮 (鎌倉市) にて参道敷石を施工。[29]
- 瑞泉寺 (鎌倉市)にて石階段を施工。[30]
- 海宝院 (逗子市)にて鐘楼堂を施工。[31]
- 1971年 (昭和46年) 
- 宮内庁葉山御用邸 (神奈川県三浦郡) にて石工事。
- 銭洗弁財天宇賀福神社 (鎌倉市) にて「銭洗辨財天宇賀福神社」と記した名碑を施工。17代目「堅治」の銘あり。[32]
- 1972年 (昭和47年) - 鎌倉宮 (鎌倉市) にて参道敷石を施工。[33]
- 1973年 (昭和48年) - 瑞泉寺 (鎌倉市) にて参道敷石を施工。[34]
- 1975年 (昭和50年) 
- 株式会社へ組織変更。
- テレビ東京「残りの雪」の撮影が石長本店で行われる。 出演：山本陽子 江原真二郎 二谷英明 佐野周二
- 1976年 (昭和51年) - 浅草店を開設。
- 1977年 (昭和52年) - 鶴岡八幡宮車祓所 (鎌倉市) にて交通安全石柱を奉納。[25][35]
- 1978年 (昭和53年) - 函南霊園（田方郡函南町）の指定石材店となる。
- 1980年 (昭和55年) - 鶴岡八幡宮旗上弁財天社 (鎌倉市)にて石製大水鉢を施工。[36][37]
- 1981年 (昭和56年) 
- 源氏山公園 (鎌倉市)にて源頼朝公銅像台座を施工。[38][39]
- 宝戒寺 (鎌倉市)にて石製大香炉台を施工。[40]
- 1983年 (昭和58年) 
- 18代目代表取締役社長に、杉下素也が就任。
- 海宝院 (逗子市) にて「海賓院」と記した名碑を施工。[41]
- 光則寺 (鎌倉市) にて参道敷石を施工。[42]
- 鎌倉駅西口広場にラングドン・ウォーナー博士の記念碑を施工。[43]
- 大船店を開設。
- 1988年 (昭和63年) 
- 鶴岡八幡宮 (鎌倉市) にて石製太鼓橋の補修工事。
- 本覚寺にて本覚寺大墓標を施工。[44]
- 1990年 (平成2年) - 三浦霊園（三浦市）の指定石材店となる。
- 1993年 (平成5年) 
- 春秋苑（川崎市）の指定石材店となる。
- 1994年 (平成6年) - 寿福寺 (鎌倉市) にて源実朝の記念碑を施工。[45]
- 1997年 (平成9年) - 浅草店を東京店に名称変更。
- 1999年 (平成11年)
- 大矢部店（現横須賀店）を開設。
- 関西支店を開設。
- 神戸大霊苑の指定石材店となる。
- 2001年 (平成13年) - さいたま店を開設。
- 2003年 (平成15年) - 湘南公園墓地茅ヶ崎霊園（茅ヶ崎市）の指定石材店となる。
- 2004年 (平成16年) - 若宮大路 (鎌倉市) にて「日本の桜名所100」と記した記念碑を施工。[46]
- 2005年 (平成17年)
- 千葉店を開設。
- 成田メモリアルパーク（成田市）の指定石材店となる。
- 2009年 (平成21年) - 書道家武田双雲氏による社名ロゴに変更。
- 2010年 (平成22年) 
- 名古屋店を開設。
- 小牧メモリアルパーク（小牧市）の指定石材店となる。
- 横浜国際総合競技場（日産スタジアム、横浜市) に「天皇陛下御即位二十年奉祝記念御製碑」を施工。[47]
- 2011年 (平成23年) 
- 京都店を開設。
- 上石神井店を開設。
- 東京店を浅草店に名称変更。
- 建長寺 (鎌倉市) にて唐門前の敷石を施工。[48]
- 鶴岡八幡宮丸山稲荷社 (鎌倉市) にてお稲荷さんを施工。[49]
- 九品寺 (鎌倉市) にて地蔵菩薩を施工。[50]
- 安国論寺 (鎌倉市) にて正岡子規 歌碑を施工。[51]
- 大徳寺塔頭黄梅院（京都市）の指定石材店となる。
- 2012年 (平成24年) - 源頼朝公の墓 (鎌倉市) の復元工事実施。[52]
- 2013年 (平成25年)
- 麻布十番店を開設。
- 鎌倉市小町2-14-8に新社屋竣工。鎌倉本店を移転。
- 大相撲懸賞幕の掲出開始。
- 2014年 (平成26年) - 比叡山延暦寺大霊園（大津市）の指定石材店となる。
- 2015年 (平成27年) 
- 19代目代表取締役社長に、杉山洋一が就任。
- デザイン墓石「水庭 (すいてい) 」がグッドデザイン賞を受賞。[53]
- 2016年 (平成28年)
- 鶴岡八幡宮段葛 (鎌倉市) 200年振りの改修で石灯籠94基を施工。[54]
- 寛永寺徳川浄苑（台東区）の指定石材店となる。
- 湘南ふじみ霊園（藤沢市）の指定石材店となる。
- 2018年 (平成30年)
- 所沢営業所を開設。
- 所沢聖地霊園（所沢市）の協力石材店となる。
- 2019年 (令和元年)
- オリジナルブランド「鎌倉墓石 (かまくらぼせき) 」販売開始。[55]
- 「鎌倉墓石」が鎌倉市のふるさと納税返礼品対象となる。
- 西多摩店を開設。
- 築地本願寺西多摩霊園（あきる野市）の指定石材店となる。
- 2020年 (令和2年)
- 川井聖苑（横浜市旭区）の指定石材店となる。
- 冨士霊園（駿東郡小山町）の指定石材店となる。
- 2022年 (令和4年)
- 東京霊園（八王子市）の指定石材店となる。
- BSフジ「BSフジLIVE プライムニュース」、「プライムオンラインTODAY」にて「鎌倉墓石」のCM放送を開始。[56]
- 大相撲懸賞幕「鎌倉墓石」の掲出開始。[57]
- 2023年 (令和4年) -曹洞宗大本山總持寺（横浜市鶴見区）の指定石材店となる。
- 2024年 (令和5年) -清瀬店を開設。

## 主な取扱い霊園・寺院 (順不同)
- 臨済宗 大本山 建長寺
- 臨済宗 大本山 円覚寺
- 浄土宗 大本山 光明寺
- 日蓮宗 本山 妙本寺
- 鎌倉大仏殿高徳院
- 鎌倉霊園 (協力石材店)
- 鶴岡八幡宮墓苑
- 曹洞宗 大本山 總持寺
- 曹洞宗 萬松山 泉岳寺
- 天台宗 別格大本山 寛永寺
- 築地本願寺和田堀廟所
- 日蓮宗 大本山 池上本門寺
- 臨済宗 大本山 大徳寺塔頭 黄梅院
- 臨済宗 大本山 大徳寺塔頭 総見院
- 臨済宗 東福寺塔頭 霊源院
- 浄土宗 総本山 知恩院塔頭 先求院
- 高野山 別格本山 総持院
- 築地本願寺西多摩霊園
- 東京霊園
- 東京多摩霊園
- 春秋苑
- 八景苑
- 川井聖苑
- 三浦霊園
- 湘南公園墓地茅ヶ崎霊園
- 紅葉亭
- 所沢聖地霊園 (協力石材店)
- 成田メモリアルパーク
- 冨士霊園
- 大乗寺星が丘山手霊園
- 大阪メモリアルパーク
- 比叡山延暦寺大霊園
- 住吉霊園
- 神戸大霊苑
- 川西大霊苑
- 神戸六甲霊園

## CMモデル
- 久保陽香 (女優)

## 提供番組
- BSフジLIVE プライムニュース (BSフジ 全国)
- プライムオンラインTODAY (BSフジ 全国)